# Volkmar Gross
Volkmar Gross (* 19. März 1927 in Saarbrücken; † 19. Oktober 1992 ebenda) war ein deutscher Maler und Grafiker.

## Biografie
Gross wurde in dem Saarbrücker Stadtteil Schafbrücke (Stahlhammer) geboren und wuchs dort auf. Im Alter von fünf Jahren erlitt er bei einem Unfall Verletzungen, die ihn für die kommenden fünf Jahre an ein Gipsbett fesselten; er konnte nur seine Hände und seinen Kopf bewegen. In diese Zeit fielen auch seine ersten künstlerischen Entwicklungen: ans Bett gefesselt begann er mit der Anfertigung von Scherenschnitten.
Von 1946 bis 1949 besuchte er die Staatliche Schule für Kunst und Handwerk in Saarbrücken, eine der Vorläufer-Institutionen der heutigen Hochschule der Bildenden Künste Saar. Dort studierte er bei den international renommierten Künstlern und Kunstpädagogen Boris Kleint und Frans Masereel.
1949 erhielt er ein Stipendium und ging für die Dauer von zwei Jahren nach Paris, wo er an der Académie de la Grande Chaumière und dem Collège Technique Estienne studierte. Danach kehrte Gross in das Saarland zurück, wo er seit 1951 als freischaffender Künstler lebte und arbeitete. Atelier und Wohnung hatte er bis zu seinem Tod im Haus seiner Schwester Dietgard, mit der ihn ein sehr enges Verhältnis verband, und deren Ehemann. Das Ehepaar versorgte auch in späteren Jahren den Künstler, als er von einer chronischen, degenerativen Krankheit heimgesucht wurde.
Gross beteiligte sich an namhaften Grafikausstellungen im In- und Ausland (u. a. Zürich, Genf, London, Kairo, Stockholm). Darüber hinaus hatte er zahlreiche Einzelausstellungen in seinem engeren Wohnumfeld sowie in renommierten Galerien in der Bundesrepublik aufzuweisen.
1979 erhielt Gross mit dem Albert-Weisgerber-Preis für Bildende Kunst der saarländischen Stadt St. Ingbert den ältesten Kunstpreis des Saarlandes zugesprochen.

## Werk
Neben der Ölmalerei arbeitete Gross mit den Techniken der Gouache und der Tempera. In erster Linie widmete der Künstler sich aber lebenslang der druckgrafischen Gestaltung (Holz- und Linolschnitte, Radierungen). Er gehörte der ersten Studentengeneration an, die ihre künstlerische Ausbildung in der 1946 neu gegründeten Saarbrücker Staatlichen Schule für Kunst und Handwerk (Saarbrücken) erfuhr. Mit Frans Masereel fand er einen Lehrer, der ihm nicht nur solide handwerkliche Kenntnisse vermittelte, sondern ihn auch seine künstlerische Identität finden ließ, die ihn schon früh in Stil und typischen Sujets unverwechselbar machte.
Gross schuf eine eigene ausgeprägte Bildsprache. Bei nahezu all seinen grafischen Arbeiten entwickelte er unwirklich scheinende Figuren, Menschen und Objekte, die scheinbar beziehungslos in einem nicht definierbaren Zwischen-Kontinuum, quasi im leeren Raum zu schweben scheinen. „Volkmar Gross hat seine Motive ausgeschnitten, so dass nur die Figur oder das Objekt auf weißem Grund lagerten, woraus sich dieser eigentümlich schwebende Effekt ergab“, so die Kunstkritikerin Sabine Graf.
Seine menschlichen Figuren legt der Künstler merkwürdig an, sie wirken häufig spielzeughaft und agieren mit einer ebenso merkwürdigen Starre in bühnenhaften Szenerien. Volkmar Gross war wie viele andere seiner Zeit vom verklingenden Surrealismus beeinflusst, seine Menschenfiguren bevölkern mit spitz zulaufenden Gliedmaßen und unproportional kleinen Händen und Füßen stille und nicht fassbare Bilderwelten.